# Bauten im Klosterdorf Dobbertin

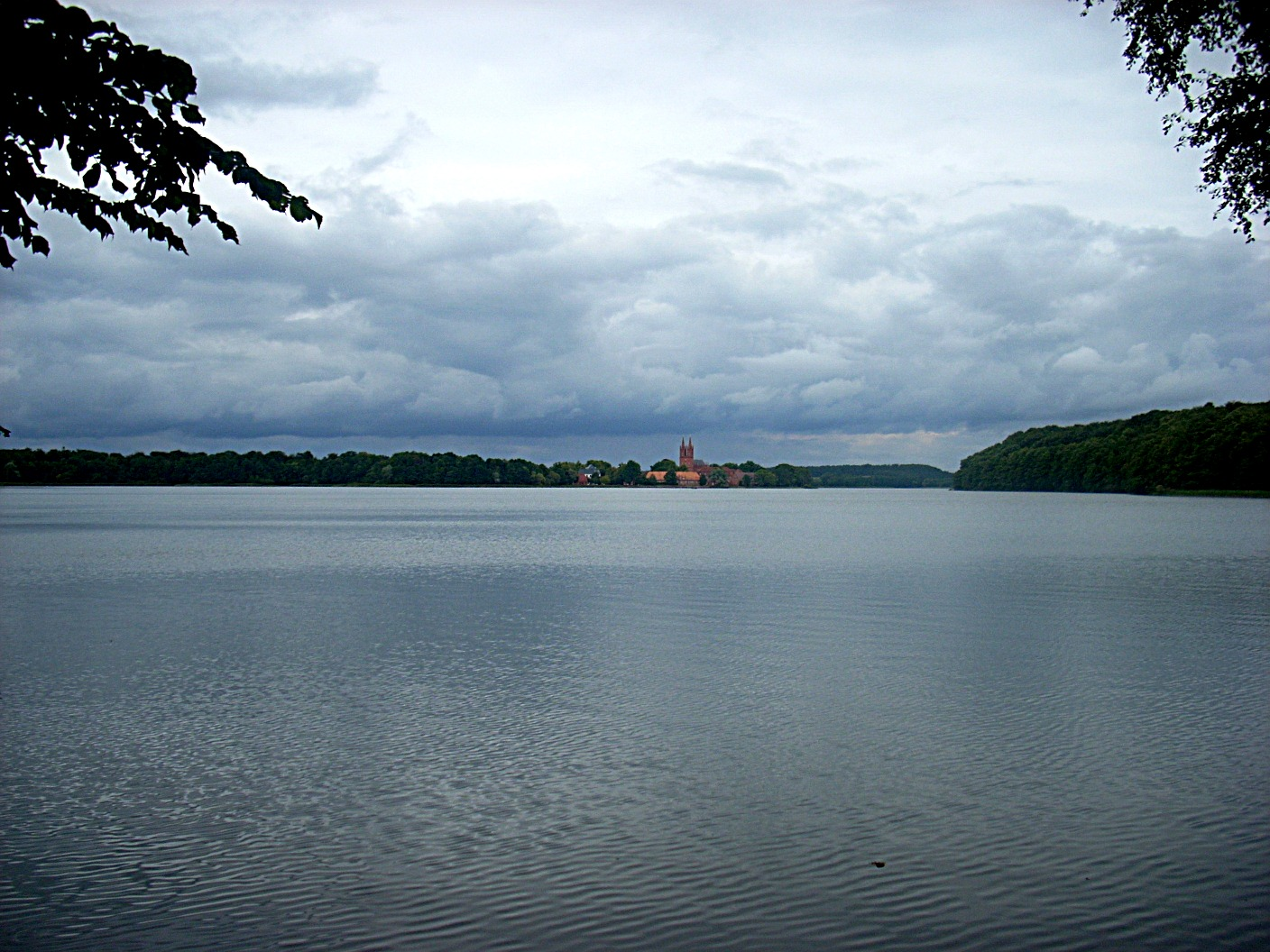
Dobbertiner See mit Kloster im Hintergrund (2017)

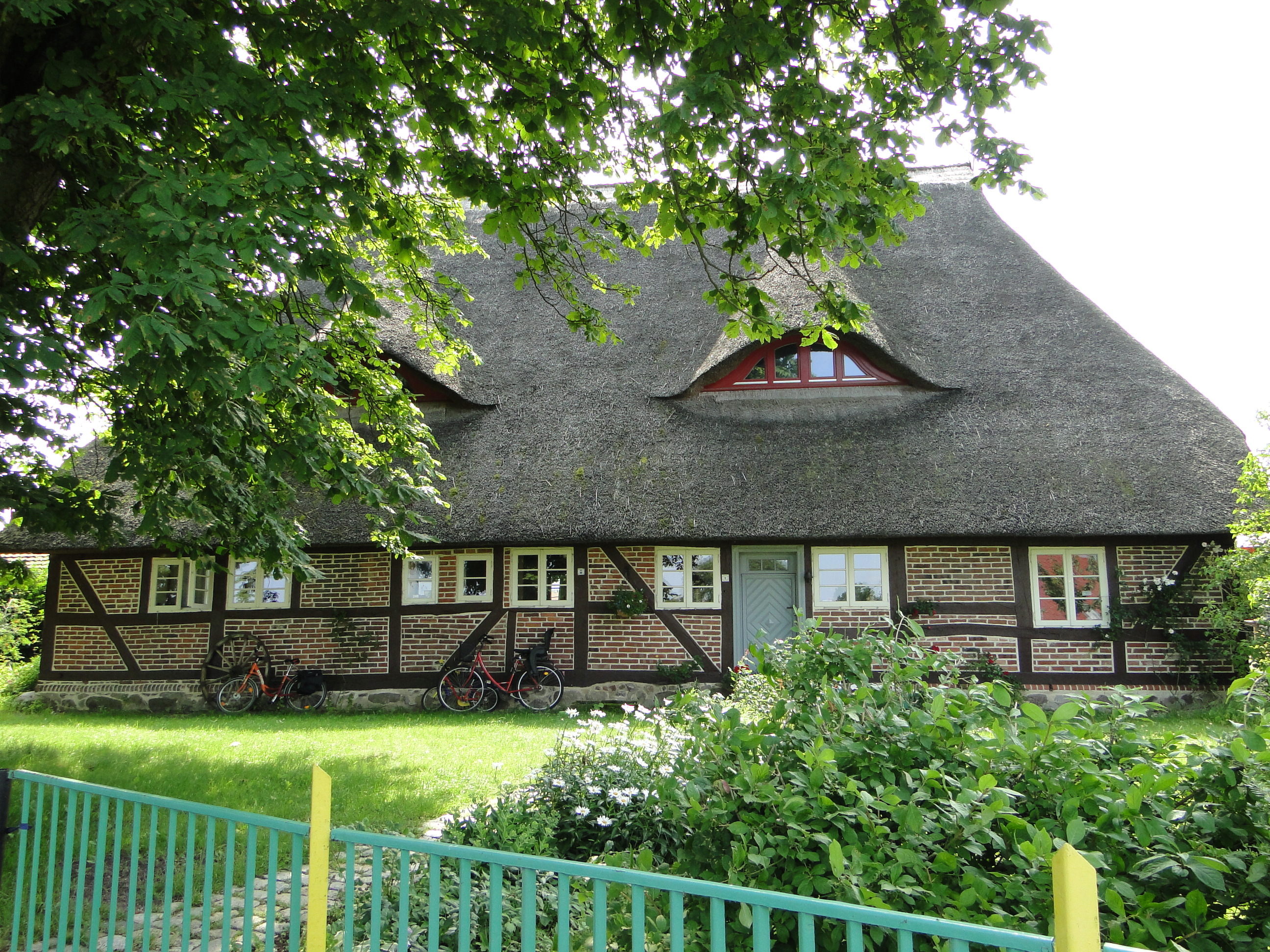
Ältestes Bauernhaus von 1787, Güstrower Str. 2 (2011)

Fast alle Bauten im Klosterdorf Dobbertin sind in den letzten Jahrhunderten in Verbindung mit dem Kloster Dobbertin und seinem Klosteramt bis zu dessen Auflösung 1918 entstanden. Von der Baugeschichte der ersten Jahrhunderte ist wenig überliefert.

## Bauten nach Jahrhunderten

### 13. Jahrhundert
- 1227: Ersterwähnung Dobbertin am 28. August als Dobrotin mit Dobbin und Jellen.[1]
- 1288 wurde die Stiftung eines Krankenhauses in Dobbertin durch den Schweriner Bischof Hermann I. von Schladen bestätigt.[2] Pleban Detlev zu Lüdershagen hatte sich um das Krankenhaus, damals wohl eher eine Krankenstube, verdient gemacht.[3]

### 14. Jahrhundert

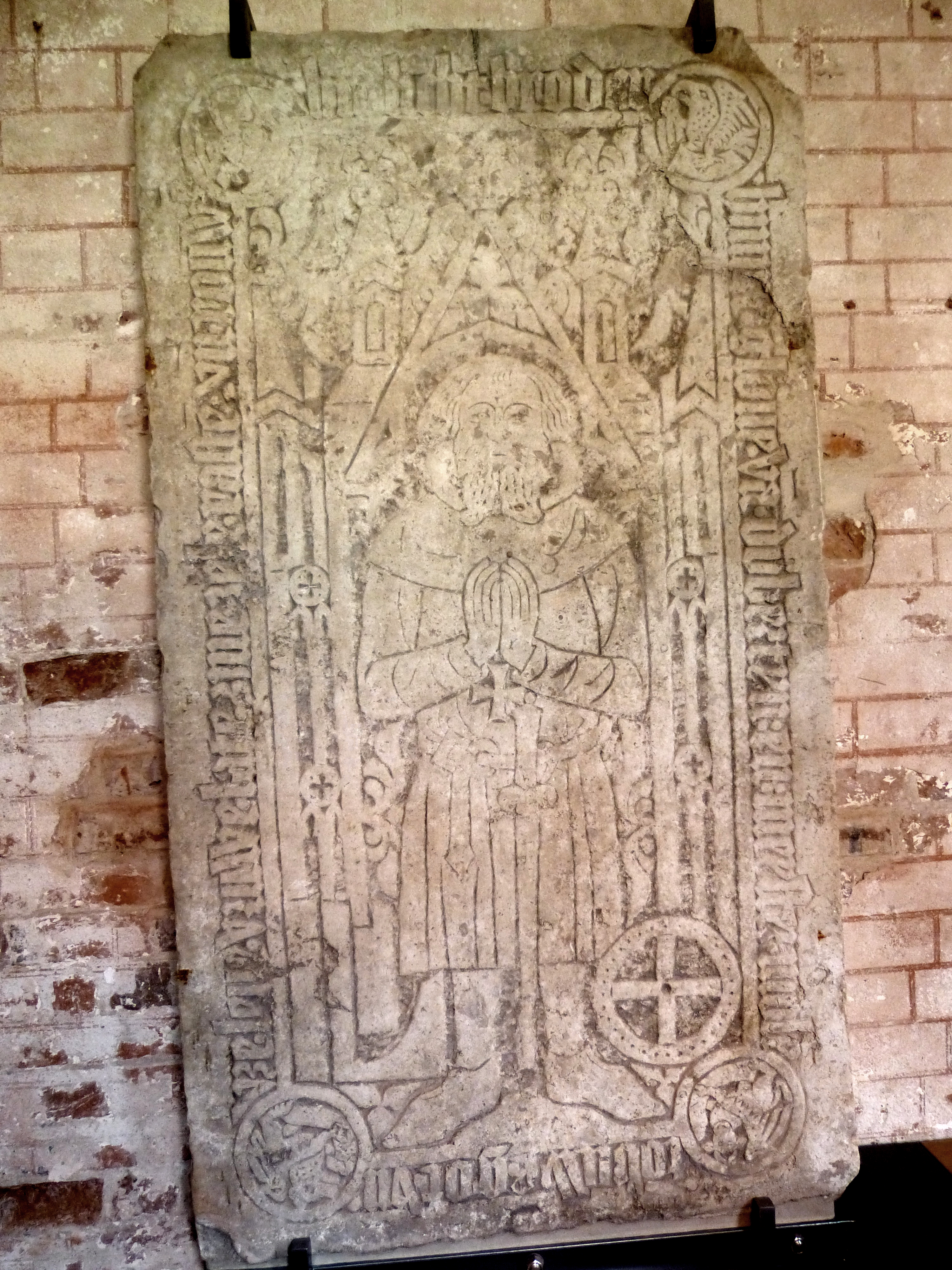
Grabplatte Mühlenbauer Hinrik Glove 1371 im Kloster Dobbertin (2014)

- 1309: Papst Clemens V. bestätigte in Avignon die Stiftung des Dobbertiner Leprosen-Hospitals St. Jürgen an der Mildenitz am Weg nach Dobbin und Below.[4][5]
- 1335: Konfirmation des Dorfes mit Mühle und Krankenhaus.
- 1346: Nach dem Tode von Johann Pickard zu Goldberg gehörten seine beiden Häuser dem Krankenhaus zu Dobbertin.[6]
- 1347: Kirchenprovisor Gottfried verkaufte zwei Hufen auf dem Dobbertiner Felde zu Gunsten des Dobbertiner Krankenhauses.[7]
- 1371: Der Mollenmeister Bruder Hinricus Glove schenkte als Mühlenmeister den Dobbertiner Nonnen ein Haus mit zugehörigem Besitz im Dorf Dobbertin. Seine Grabplatte steht heute im südlichen Kreuzgang des Klosters.[8][9][10]

### 15. Jahrhundert
- 1441: Herzog Heinrich IV. (Mecklenburg) – „Heinrich der Dicke“ – bestätigte am 16. Oktober 1441 alle Privilegien des Klosters Dobbertin und schenkte dem Kloster alle seine Rechte an den Klostergütern und Dörfern, darunter auch Dobbertin.[11]

### 16. Jahrhundert

Dobbertiner Armenhaus St. Jürgen (1914)

- 1500: St. Jürgen war das erste Armenhaus in Dobbertin, wurde 1982 abgebrochen.[12]
- 1592 erfolgte die Errichtung eines Kalkofens in Dobbertin durch Valentin Hogede, ein Ziegler aus Bellin.[13]
- 1593: Im Clagebuch des Klosteramts Dobbertin wurde von einer Schlägerei während der Hochzeit von Chim Mollers im Dorfkrug berichtet. Jurge Schwirig als Schluter zu Dobbertin wurde wegen schlechten Bierbrauens entlassen.[14]
- 1596: Eine große Schlägerei auf dem Dobbertiner Markt. Beteiligt waren Chim Krause, Hans Weltzien und die Belower Brüder Fritz und Chim Schutte.

### 17. Jahrhundert
- 1612 ließ der Klosterhauptmann Joachim von Oldenburg am 2. Januar im Pelzer-Haus zu Dobbertin für sechs arme Untertanen ein Armenhaus einrichten und vermachte diesem noch 100 Gulden. Prediger Enoch Zander sammelte Sonntags mit dem Klingelbeutel in der Klosterkirche und der Mühlenmeister Hinrich Hardern brachte immer Korn in die Armen-Scheune.[15][16]
- 1627 bis 1812 wurde das Armenhausregister geführt.[17][18]
- 1621: Verpachtung der Mühle am Dobbertin See und in Kläden an der Mildenitz.
- 1634: Protocollum über Rechnungen zum Armenhaus mit den Provisoren Henning von Lützow und Joachim II. von Moltzan.
- 1637: Der Hexenprozess gegen Ilse Plagemann aus Dobbertin wurde nach mehrfacher Folter eingestellt.
- 1638 zerstörten im Kriegswesen mehrere Brände auch in Dobbertin Katen, Scheunen und das Armenhaus.
- 1649: Bei der Visitation am 29. September 1649 hatte das Armenhaus einen Barbestand von 9 Talern und 6 Schillinge, Pastor Pertus Zander war Vorsteher des Armenhauses.[19] Das Pfarrhaus war noch instand
- 1652: Pachtcontract mit Müller Thies Fraucken zu Mühle in Dobbertin.[20]
- 1662: Pfarrhof mit Wohnhaus, Backhaus und Scheune. Bei der Kirchenvisitation am 2. Februar 1662 war das Pfarrhaus ziemlich marode, das Dach undicht und die Fenster entzwei. Die Scheune wurde in der Mitte gestützt.[21]
- 1673: Der Dorfschulze Johannes Duncker, auch Organist in der Dobbertiner Klosterkirche, beschwerte sich am 6. Juli 1673 beim Klosterhauptmann Landrat Christoff Friedrich von Jasmund über die wüsten, nicht bewohnten Häuser im Dorf.[22]
- 1674: Maurer Erdmann baute das Müllerhaus.
- 1694 wurde erstmals ein Dorfkrug erwähnt.

### 18. Jahrhundert
- 1703: Zum Armenhaus im Beichtkinderverzeichnis schrieb Pastor Caspar Wilhelm Heerder… ist auch alhie vor di abgesetzten Unterthanen im Armenhaus, welche miserabel sind keine Dienste mehr thun können. Es werden selbige vom Ampt unterhalten[23]
- 1704: Inventarium über die Mühle zu Dobbertin mit Müller Gustaff Rogelmann.[24]
- 1724: Mietkontrakt mit dem Krüger Kummerfeldt zum Dobbertiner Dorfkrug.

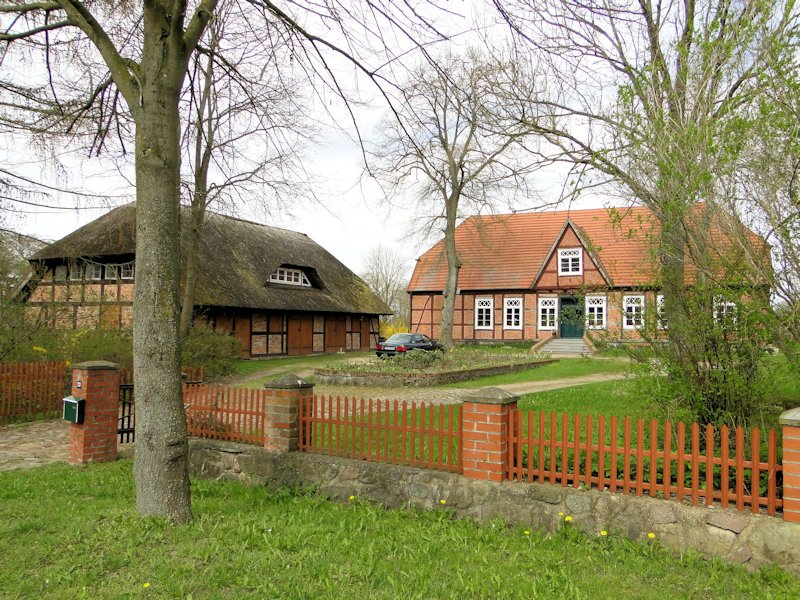
Pfarrhaus mit Scheune (2017)

- 1737: Besichtigung der Häuser im Dorf Dobbertin am 6. Juli 1737. Aus dem Protocollum Deputationis provincialis über die Untersuchung des Hoch-Adelichen Closters Dobbertin, den 6ten July Ao 1737. Zuerst den Krug nebst zugehörigen Gebäuden, es folget Schuster Schlien Hauß, hinegst der Bäcker Kanter, des Cossaten Peter Possels Gehöft, des Tischlers Anderssen Behausung, das Küster- und Organisten Hauß, danach die Behausung des Landreiters, des Schneider Gleyen, des Schmids Thürtz, des Klein-Schmids und Maurer, des Tischlers Pickers Hauß wie auch das Armen-Hauß vors erste keiner Reparation bedarff. Das Pfarr-Hauß ist neu und in guten Stande, des Dorfschulzen Gätthens Gehöffte ist gut, die Mühle ist in ziemlich Stande, nur der obere Boden gantz neu mit Brettern belegt werden muß.[25]
- 1749:  … über Häuser so zu keinem Gehöft gehören … Das vom Schneider Johann Peter Hermsen bewohnte Kloster-Haus zu Dobbertin wurde dem Weber Baumann zugewiesen. Das Haus hat Tannen Sohlen, das Dach von Rohr und noch gut, die Balken sehr angemulschet, Diele buckligt, Fußboden Lehm und Steine, Ofen von Kachel und Mauerstein …[26]
- 1750: Das Protocollum des Hoch-Adelichen Closters Dobbertin vermerkt im Armenregister … darin Beichtvater Christoph Kahlbom und 13 arme Leute leben.[27]
- 1752: Reparaturen an dem mit Schilfrohr gedeckten hiesigen Armenhaus. Maurer Walter …für geleistete Arbeit am hiesigen Armenhaus und die Unterhaltung im Dorf. Aus der klostereigenen Ziegelei in Lähnwitz kamen 7.700 Mauer-Steine.
- 1753: … zu Dobbertin, daß Prediger-Haus in Eichen-Holz gebauet wurde 1756 vollendet und die Klädener Mühle ist neu gebauet.[28]
- 1754 wurde ein eingeschossiges Fachwerkgebäude mit Krüppelwalmdach und Rohrdeckung als Pfarrhaus errichtet. Auch das Neue Mühlen-Haus zu Dobbertin wurde durch die Handwerker des Klosteramts erbaut. Die 11.000 Mauer-Steine kamen aus der klostereigenen Ziegelei Lähnwitz, weitere 3.800 Mauer-Steine aus der klostereigenen Ziegelei in Mestlin. Das Holz kam aus der Klosterforst.[29]
- 1755: Bau des zweigeschossigen Fachwerkhauses mit Krüppelwalmdach als Mühlenhaus mit Wassermühle am Auslauf der Mildenitz am Dobbertiner See. Ab 2009 umfangreich saniert, wird es heute als Insel-Hotel genutzt.
- 1756:  …zu Dobbertin ein Neues Küster-Haus und Back-Haus erbauet… 4.800 Mauer-Steine aus der Ziegelei Lähnwitz für den neuen Pferdestall, das Viehhaus, die Scheune und das Backhaus an der Mühle. Säger und Holz-Hauer Johann Timmermann am Dobbertiner Mühlenhaus. Für das Dobbertiner Pfarrhaus kommen 8.500 Mauer-Steine aus der Ziegelei Lähnwitz und 7.000 Mauer-Steine aus der Ziegelei Mestlin. Der auf dem Pfarrhof errichtete Viehstall und die Scheune wurden mit dem Backhaus an der Mildenitz 1757 vollendet.[30]
- 1757: Das als Organistenhaus erbaute eingeschossige Fachwerkgebäude wurde ab 1804 als Actuariushaus für Gerichtsdiener genutzt, ab 1830 als Wohnhaus mit Schule und ab 1868 als Schule mit Anbau.

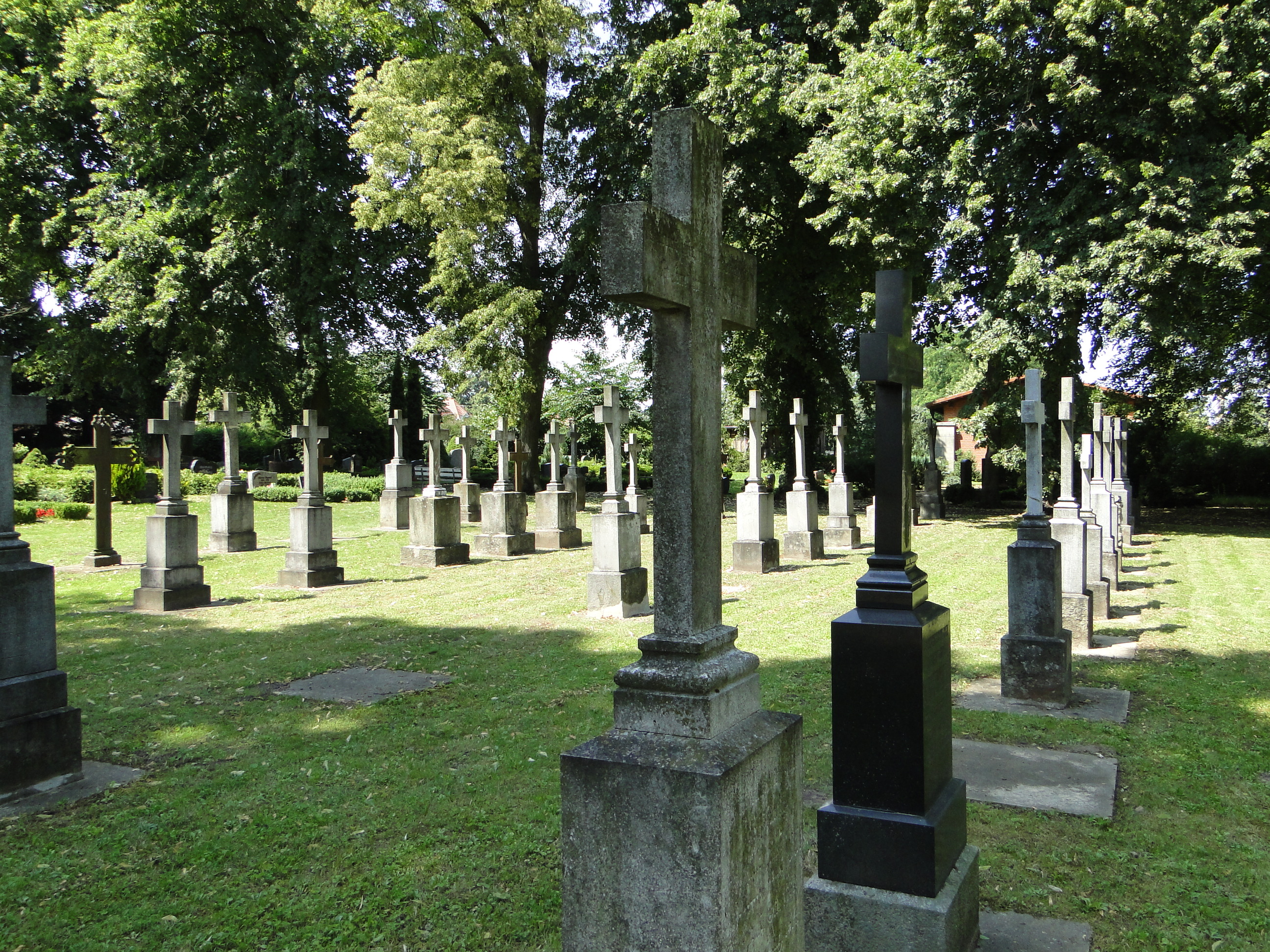
Klosterfriedhof (2017)

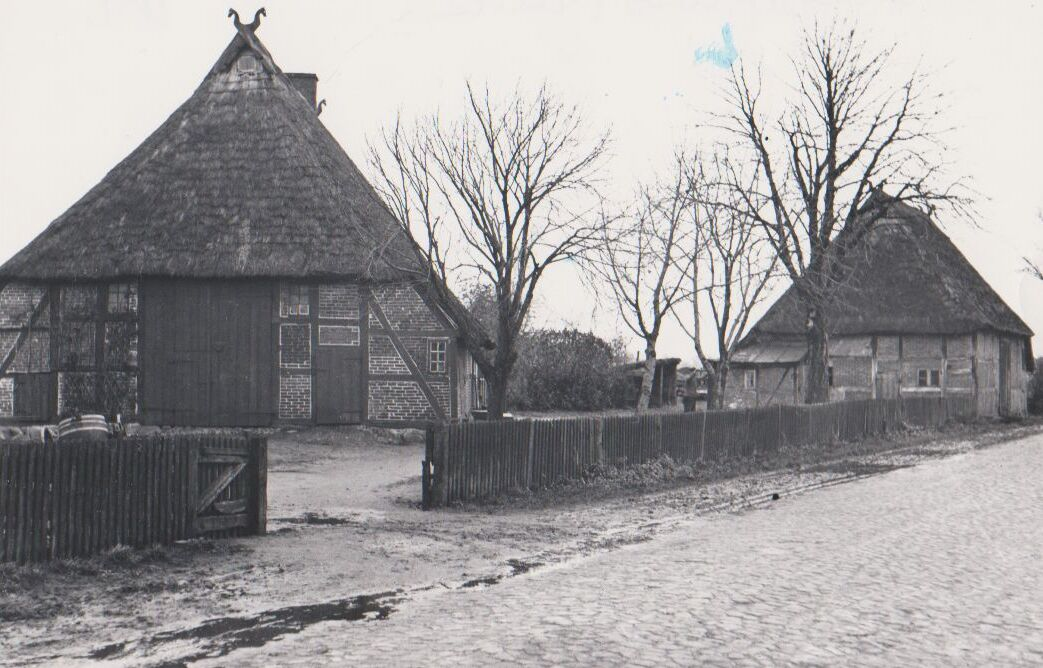
Älteste erhaltene Bauernhaus Mauck von 1787 mit Scheune (1938)

- 1760 wurde der heutige Klosterfriedhof angelegt, 70 historische Grabsteine sind noch vorhanden.
- 1775: Das Gärtner-Haus zu Dobbertin, indem der Schlachter Koch zu Miete wohnte, bestand aus Eichen-Holz, die Gefache sind in Lehm gemauert, das Dach mit doppelt steinern Ziegel versehen. Schornstein gemauert und gehet aus dem Dach, Feuerherd aus Mauerstein ohne Tür. Der Schornstein von der Gewächs-Stube ist zum Haubt-Schornstein eingeführet.[31]
- 1776: Bau eines Viehauses, Pferdestalls und Backhaus am Mühlengehöft.
- 1777: Verpachtung Dobbertiner Schmiede an Dietrich Gastmeyer.
- 1781 wurden zwei Wohnungen in Dobbertin gebaut.[32]
- 1785: Bau eines Bauernhauses im nächsten Jahr zu erledigen.[33]
- 1786: Erbauung der Scheune auf der Mühle und ein Bauernhaus in Dobbertin bewilligt.[34]
- 1787: Das niederdeutsches mit Krüppelwalmdach und Schilf (Reet) gedeckte Hallenhaus von ehemaligen Hauswirt Mauck gehört heute zu den ältesten erhaltenen Bauernhäusern in Dobbertin und wurde ab 2000 aufwendig saniert.[35]
- 1790 wurde ein im Zopfstil gestalteter Sandsteinobelisk auf dem Klosterfriedhof für den Klosterhauptmann Kammerjunker Hans Friedrich Christian von Krackewitz auf Briggow aufgestellt[36], nach Plan von 1790 der Krug als Massivhaus mit Scheune, Pferde- und Viehstall.

### 19. Jahrhundert

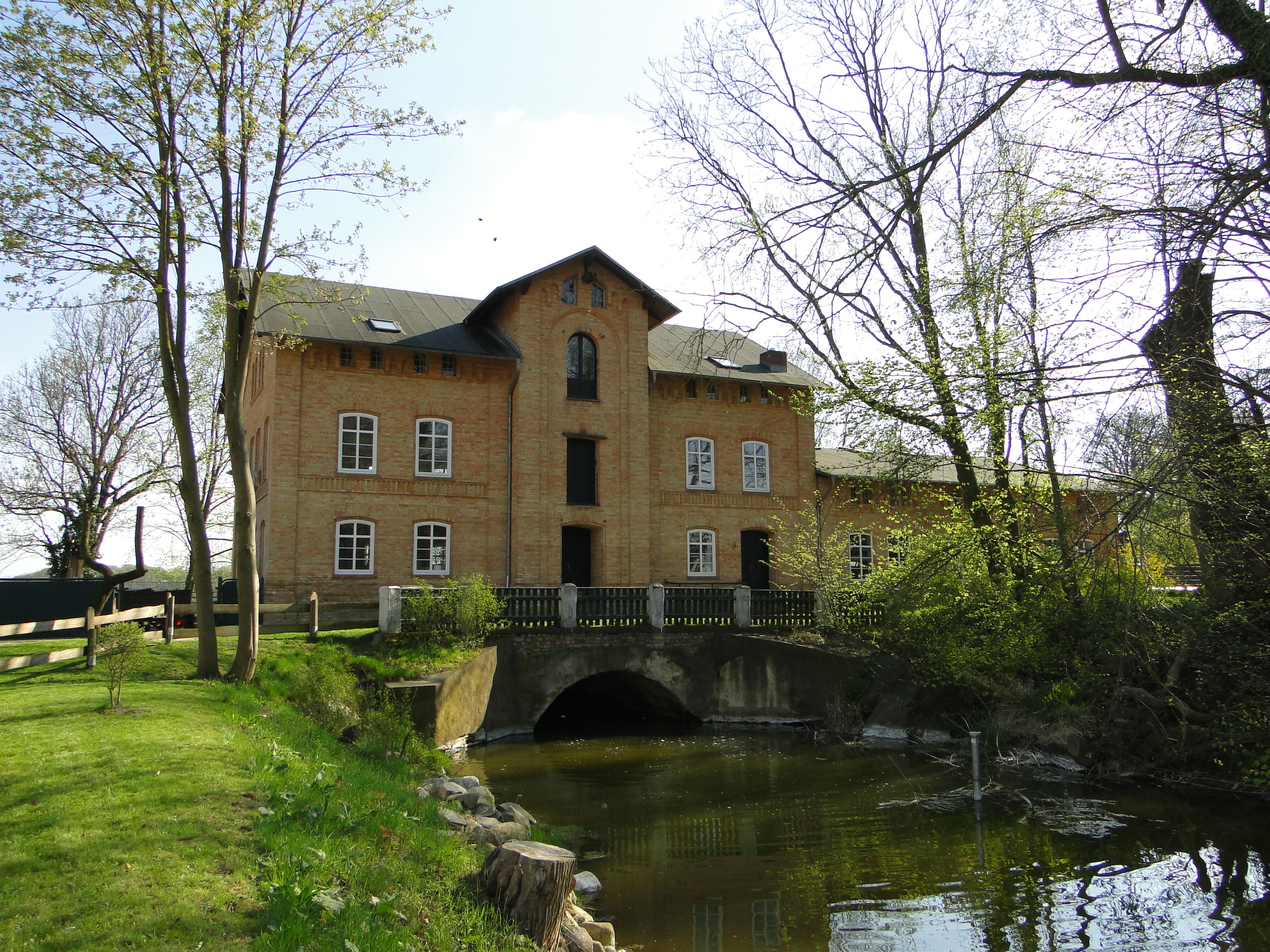
1801 erbaute Wassermühle über der Mildenitz (2017)

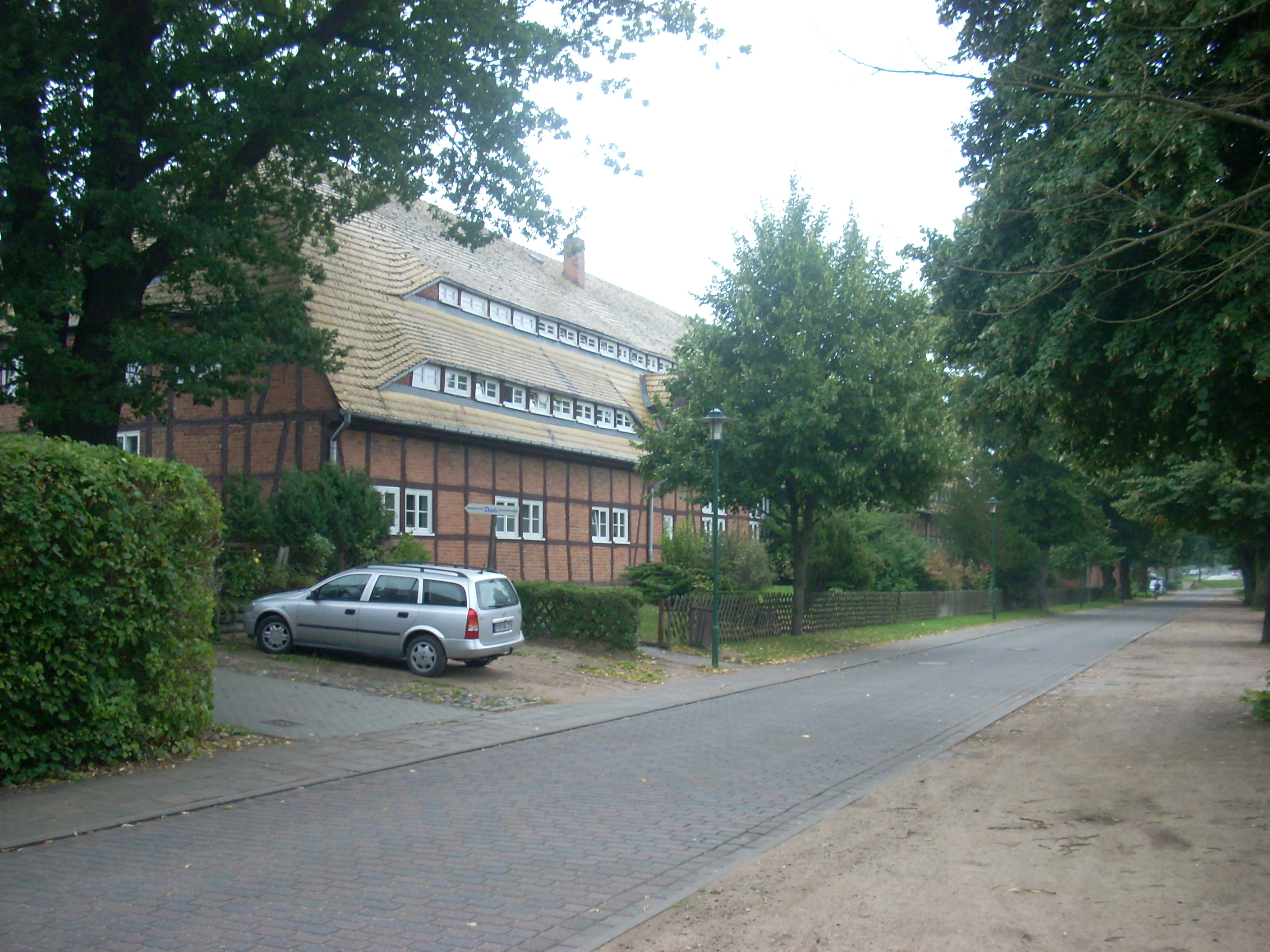
Ehemalige Klosteramtsscheune (Holzmagazin) (2008)

- 1801 wurde ein zweigeschossiges Backsteingebäude mit Satteldach als Wassermühle erbaut. 1820 erfolgte der Anbau der Sägemühle und 1926 wurde auf elektrischen Antrieb umgestellt. Die Wassermühle wird heute als Tischlerwerkstatt genutzt. Alle Gebäude im Dorf hatte das Klosteramt in der Brand-Casse versichern lassen.[37]
- 1804 wurde ein eingeschossiges Fachwerkgebäude mit Krüppelwalmdach als Tischlerhaus mit zwei Wohnungen erbaut. (heute Kleestener Weg Nr. 6 und 7.) 1804 wurde ein Haus mit zwei Wohnungen gebaut und ab 1820 als Forstinspektorenhaus genutzt. Der Hirtenkaten (Schulstr. 29) wurde 1846 erweitert und von 1880 bis 1957 als Kleinkinderschule (Kindergarten) genutzt. Das Armenhaus St. Jürgen von 35 × 30 Fuß (11 × 9 m) an der Mildenitz erhielt einen Stall. Das Armenhaus gegenüber der Post war von 102 × 31 Fuß (31 × 10 m)[38]
- 1811: Bau einer neuen Scheune für den Schmied Binock.[39]
- 1816 wurde die Klosteramtsscheune als Holzmagazin errichtet. 1945 als Flüchtlingsunterkunft genutzt, ab 1948 Agitatorenschule und ab 1952 Pionierleiterschule des Zentralrates der FDJ, ab 1990 Seniorenheim und von 2000 bis 2016 Wohnheim der Diakonie, danach steht das Gebäude leer.
- 1818: Das Armenhaus in der Schulstraße war von 40 × 33 Fuß (12 × 10 m).[40]
- 1819: Der Bau eines neuen Wirtshauses wurde wegen Nicht-Hinlänglichkeit der Kloster-Kasse noch ausgesetzt.[41]
- 1820: Anbau einer Sägemühle. Forstinspektorenhaus.
- 1823: bey dem am 29. Oktober stattgehabten Sturm der große Gast-Stall bey diesem Kruge sich so sehr verschoben habe und nun einer bedeutenden Reparatur bedürfe und ein anderer Stall bei diesem Kruggehöfte Alters halber bald eingehen müsse, solle das alte Kruggebäude verändert werden.[42]
- 1824: Der Bau eines neuen Gast-Pferdestalls bei dem Dobbertiner Gasthause[43], ein neues Bauernhaus und ein zweihischiger Katen vollendet.[44] Am 7. Juni 1922 wurde die neue Mildenitz-Brücke für 80 Milliarden Mark fertiggestellt, schon 1923 stiegen die Kosten von 105 auf 420 Millionen Mark.[45]

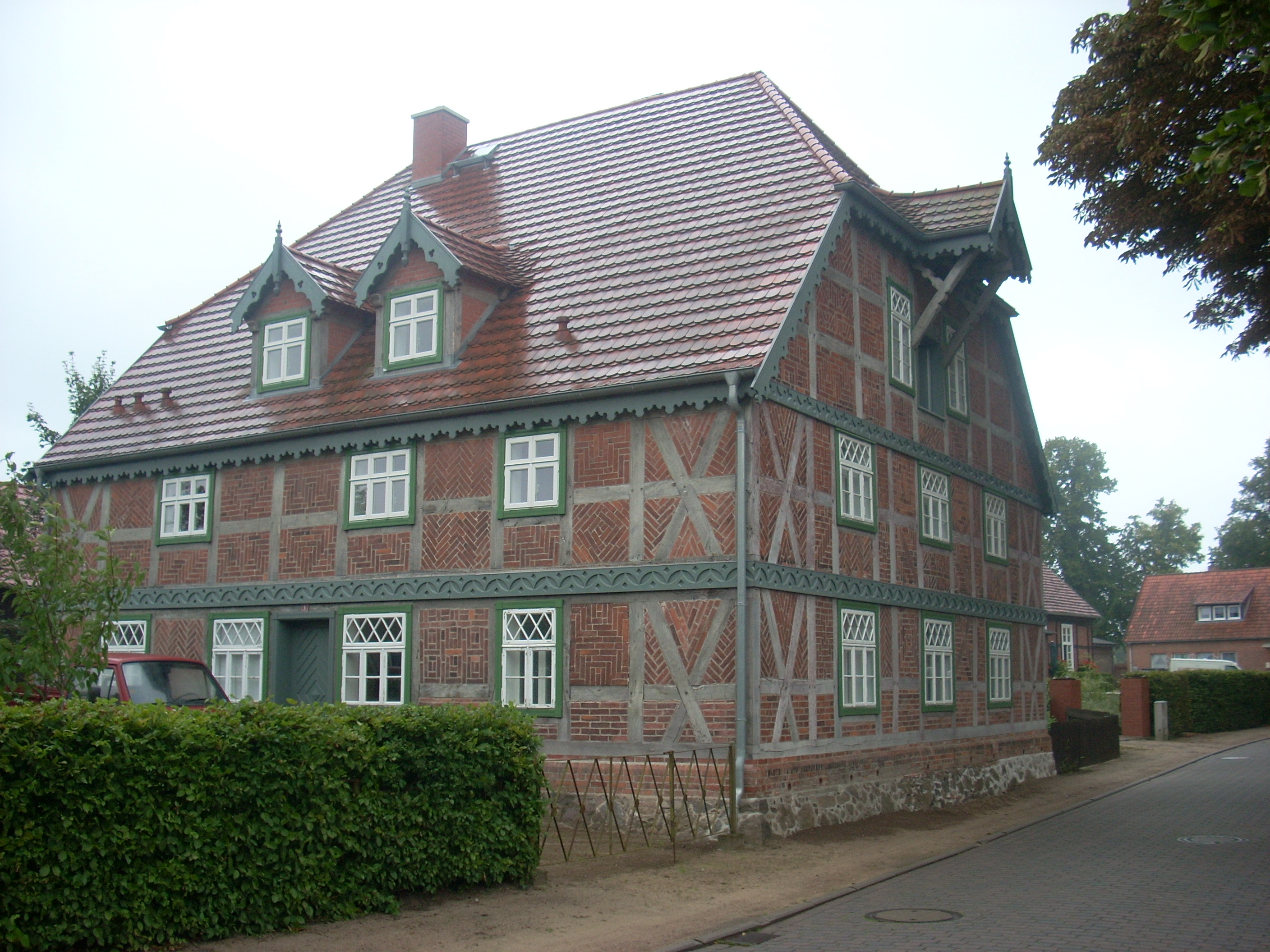
1825 erbautes Samenhaus für das Klosterforstamt (2017)

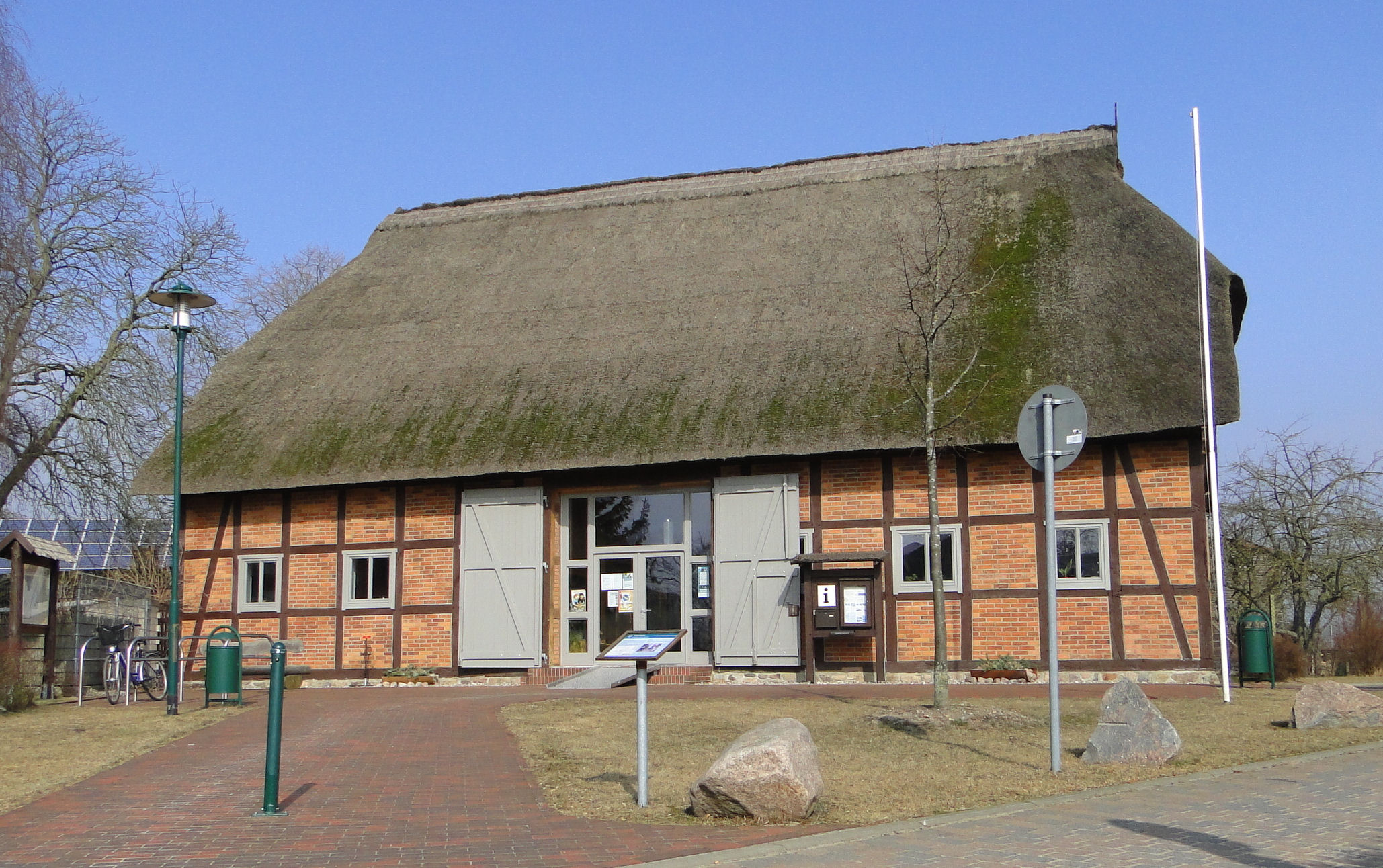
Ehemalige Krugscheune (2017)

- 1825: Zweigeschossiges Fachwerkgebäude mit Krüppelwalmdach als neues Samenhaus zur Auslegung von Tannenzapfen gebaut.[46] Auffallend die verschiedenartigen Ziegelornamente in den Gefachen und die umlaufenden Holzverzierungen an den Fachwerkfassaden.[47] Von 2001 bis 2007 aufwendig denkmalgerecht saniert. Bau eines Viehstalls beim Gasthof zu Dobbertin (heute Krugscheune, 2004 aufwendig saniert),[48] Bau einer neuen Scheune für den Hauswirt Wendt. Im Gasthaus die Einrichtung einer Giebelkammer zur Stube, einem Zimmer mit Ofen und die Einrichtung einer Schlafkammer für Reisende.[49]
- 1829: Bau einer Scheune für das Küsterhaus und beim Dorfkrug, ein Backhaus an der Mühle und der Anbau am Müllerhaus mit Schafstall.
- 1830: Forsthof des Klosteramtes mit Forstinspektor, Forstmeister und Oberförster. Hirtenhaus (Schulstr. 29) mit mehrfacher Umnutzung. Bau des Wohnhauses mit Schneiderwerkstatt für Carl Boy.
- 1831: Anbau Müllerhaus.
- 1833: Bau eines Hauses für den Forstinspektor zu Dobbertin. Genehmigung zur Anstellung eines zweiten Schullehrers für die Dobbertiner Schule unter der Bedingung, dass kein neuer Schulbau erfolgt.[50]
- 1834: Bau einer Wohnung für den Amtsactuar Lierow, den Amtsjäger und Forstinspektor.[51]
- 1835: Actuariushaus mit Wohnung für Amtsjäger (Lindenstr. 13, 16) als vierhischiger Kathen errichtet, die Genehmigung wurde nachträglich erteilt.[52] (Schulstr. 1) Katen mit drei Wohnungen (Schulstr. 28) durch das Klosteramt erbaut.
- 1839: Bau einer neuen Scheune auf dem Vieseschen Gehöfte und ein neuer Hirtenkaten.[53]
- 1840: Bau eines Schweinestalls auf dem Mühlengehöft[54] Im Haus des Gerichtsdieners wurde ein Criminal-Gefängnis eingerichtet.
- 1842: Vollendung von zwei zweihischigen Katen in Dobbertin.[55]
- 1844: Bau eines Hauses nebst Stall für den Landreiter und Hirten. Bau der Scheune auf der Pfarre.
- 1846: Umbau des Hirtenkatens (Schulstr. 29) zu einer Kleinkinderschule. Der Vorschlag wurde auf dem Landtag zu Malchin sofort genehmigt, da hier der mögliche wohltätige Einfluss der Konventualinnen auf die Dorfkinder vorteilhaft wirksam wurde.[56] Die Nutzung als Kindergarten erfolgte noch bis 1957.
- 1847: Bau eines Schulanbaues.
- 1848: Umbau der Schule in Dobbertin. Anbau am Haus Dr. Sponholz.
- 1849: Durch den Chaussee-Bau erfolgte ein zwangsweiser Verkauf des Schießhauses der Schützengilde.
- 1850: Bau einer Kalkbrennerei. Durch das Klosteramt erfolgte die finanzielle Mitwirkung am Chausseebau von Güstrow über Dobbertin nach Goldberg.

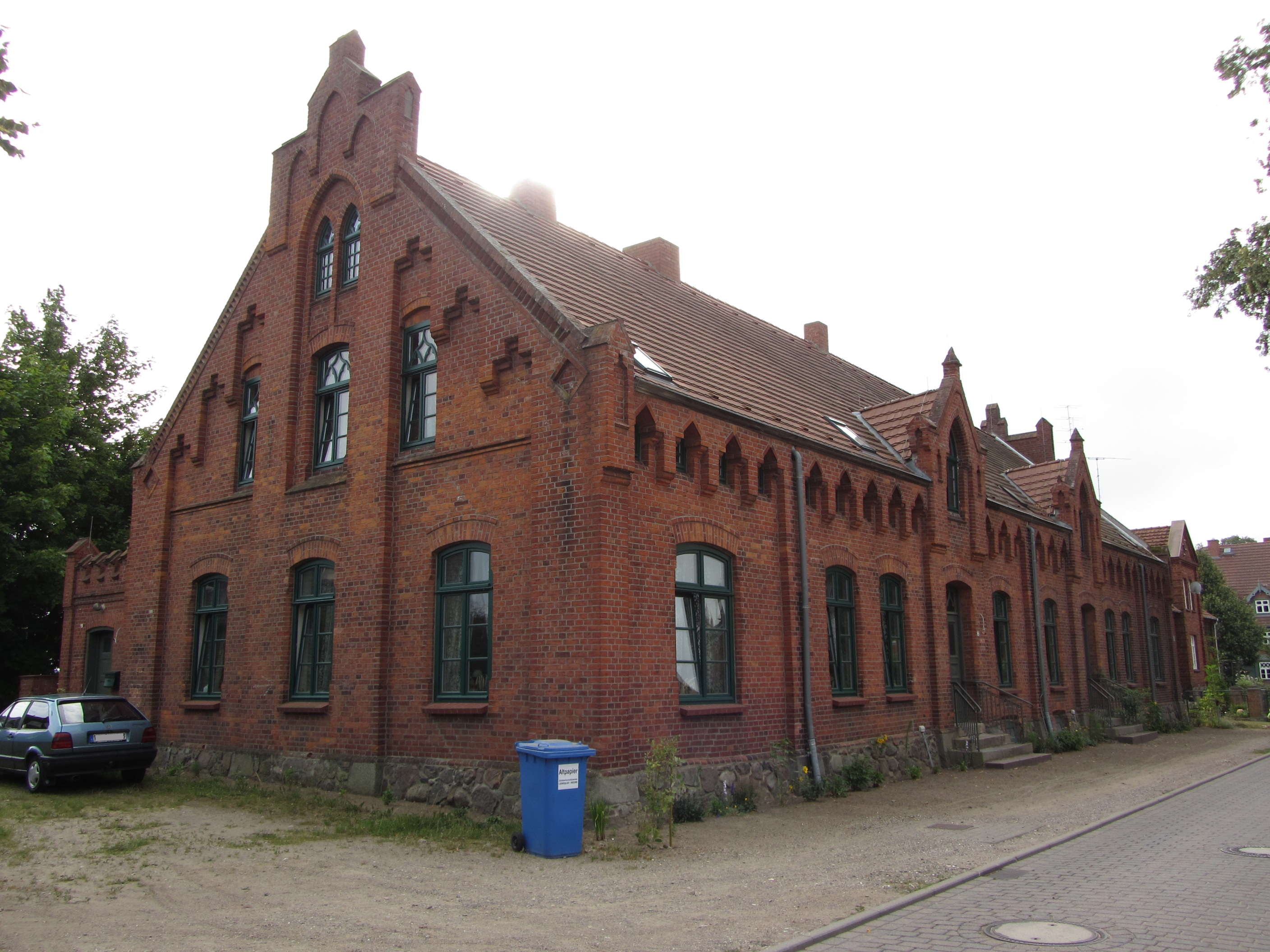
Ehemaliges Postamt (2013)

- 1852: Der Bau des eingeschossigen dekorativ verzierten Backsteingebäude für den Kaiserlichen Postmeister mit Postlocal wurde durch den Wismarer Baumeister Heinrich Thormann[57] errichtet.[58] Die Risse und Zeichnungen des Herrn Thormann für das neue Posthaus hatte der Klosterhauptmann Freiherr von le Fort an seinen Provisor von Behr zur Stellungnahme gesandt und wollte sich danach an Ort und Stelle darüber verständigen. Der Bauplatz zum Posthause war schon abgesteckt.[59] Ausbau eines neuen Backhauses im Dorf genehmigt.[60] Baumeister Thormann machte bei den Klostervorstehern den Vorschlag, im Posthaus statt Eisenblechöfen gusseiserne Öfen einzubauen.[61]
- 1853: Bau eines massiven Handwerkerhauses für zwei Wohnungen mit Stallgebäuden.[62] Forst- und Witwenhaus.
- 1855: Bau des Holzwärtergehöfts im Buchholz am gegenüber liegenden Dobbertiner See.
- 1856: Anbau am Armenhaus II. mit Stallneubau sowie ein massives Schmiedehaus mit Schmiede.
- 1857: Gastwirt Timm vom Dorfkrug pachtete den Dobbertiner Bauhof auf zwölf Jahre mit den Fuhren für die Klosterdamen und die Posthalterei.[63]

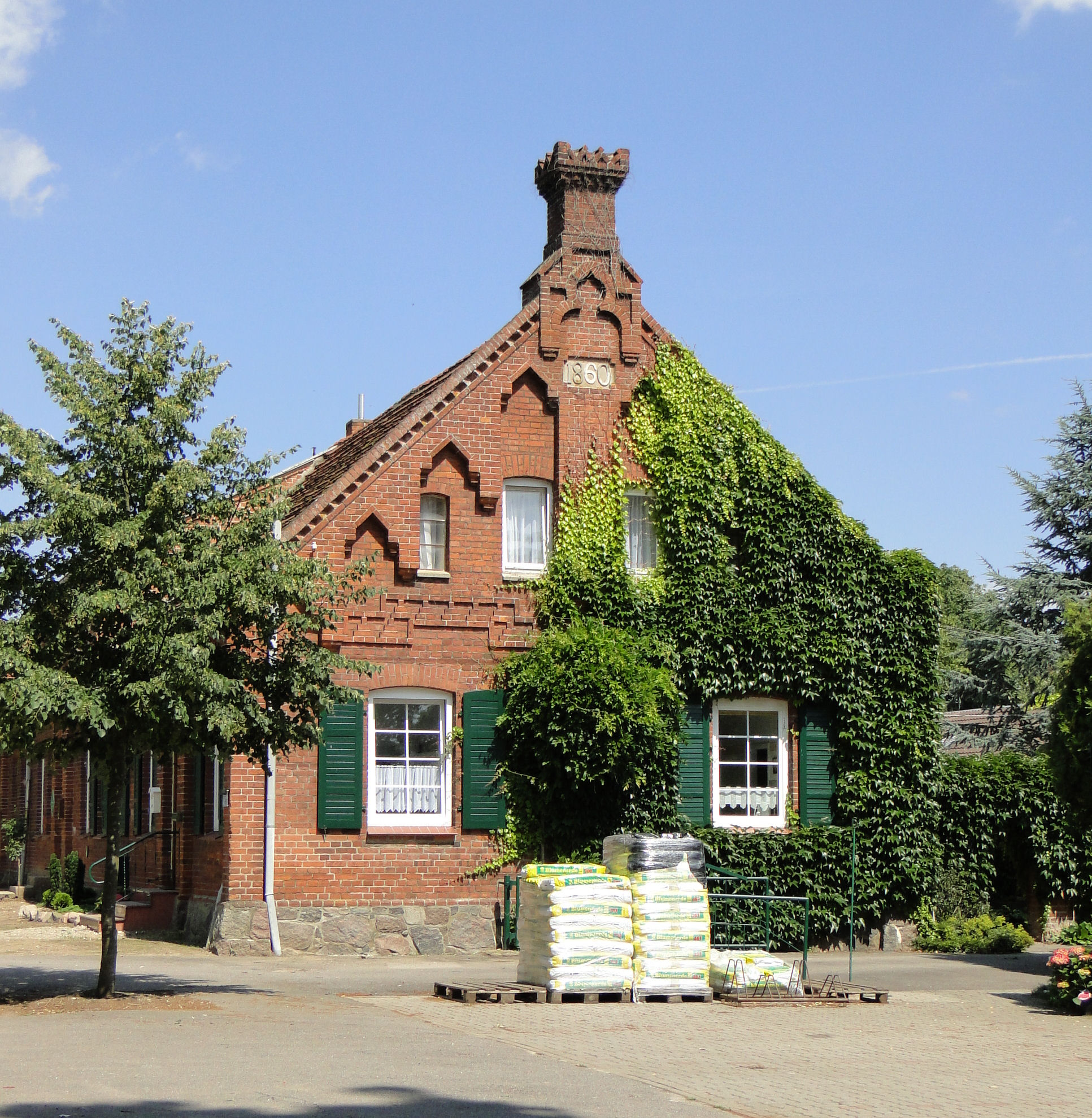
Giebel des Gärtnerhauses von 1860 (2011)

- 1858: Mehrfacher Durchbau des Pfarrhauses. Bau eines neuen Handwerkerhauses mit Stall. Bau eines neuen massiven Pferdestalles auf dem Bauhof. Neubau von zwei Wohnungen für den Amtsgärtner und Hauptnachtwächter, welche in der Nähe des Klosters wohnen mussten.[64]
- 1859: Bau eines dreihischigen Kathens mit massiven Stallgebäude, für Leute, die im Kloster arbeiten.[65]
- 1860: Der projektierte Bau des Wohnhauses für den Gärtner und den Nachtwächter wurde durch den Amtsmaurermeister Christian Retzloff ausgeführt.[66][67]
- 1861: Bau eines zweihischigen Kathens nebst massiven Stallgebäude sowie ein Anbau am Gasthaus.

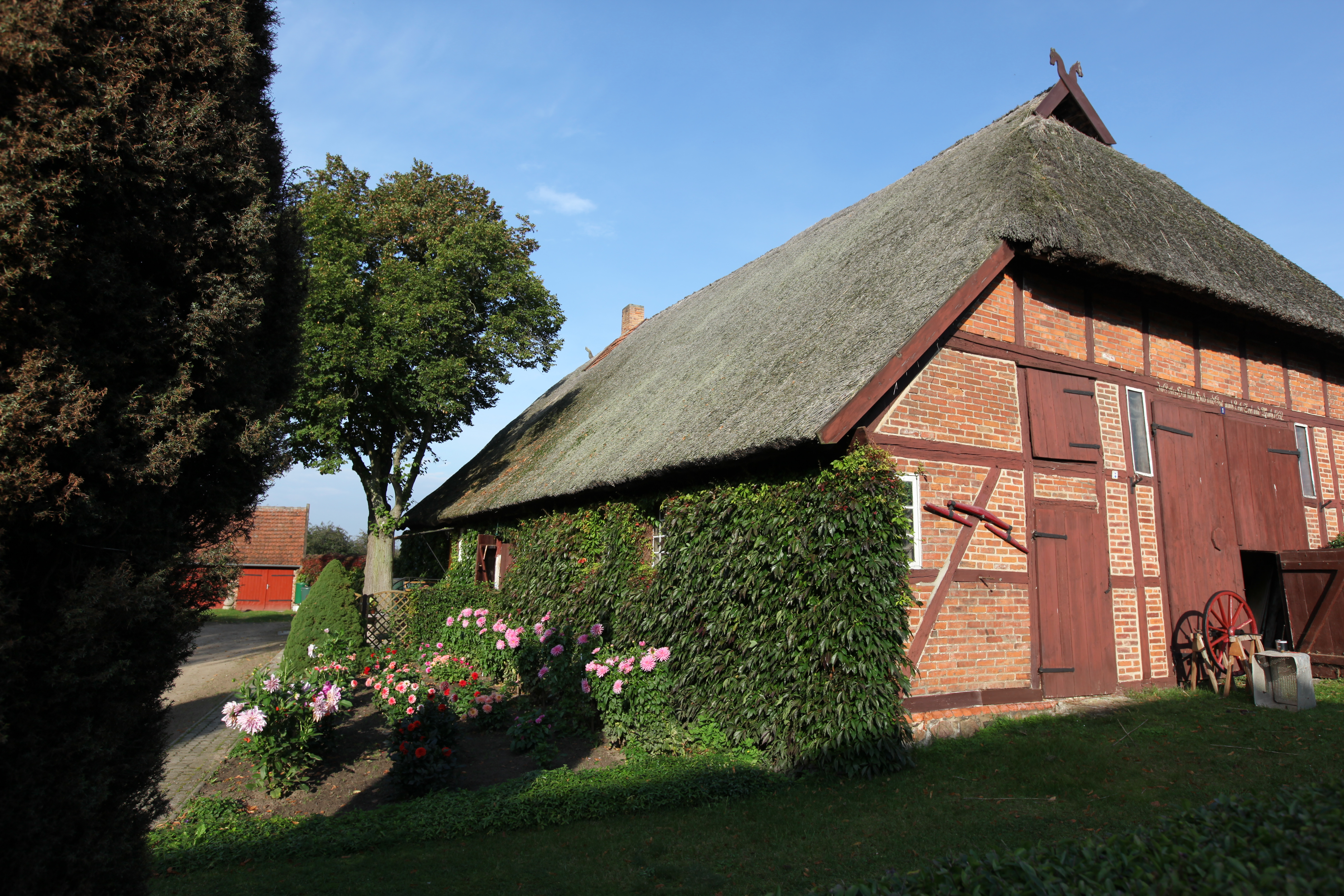
Niederdeutsches Hallenhaus, nach Brand 1862 wieder errichtet (2017)

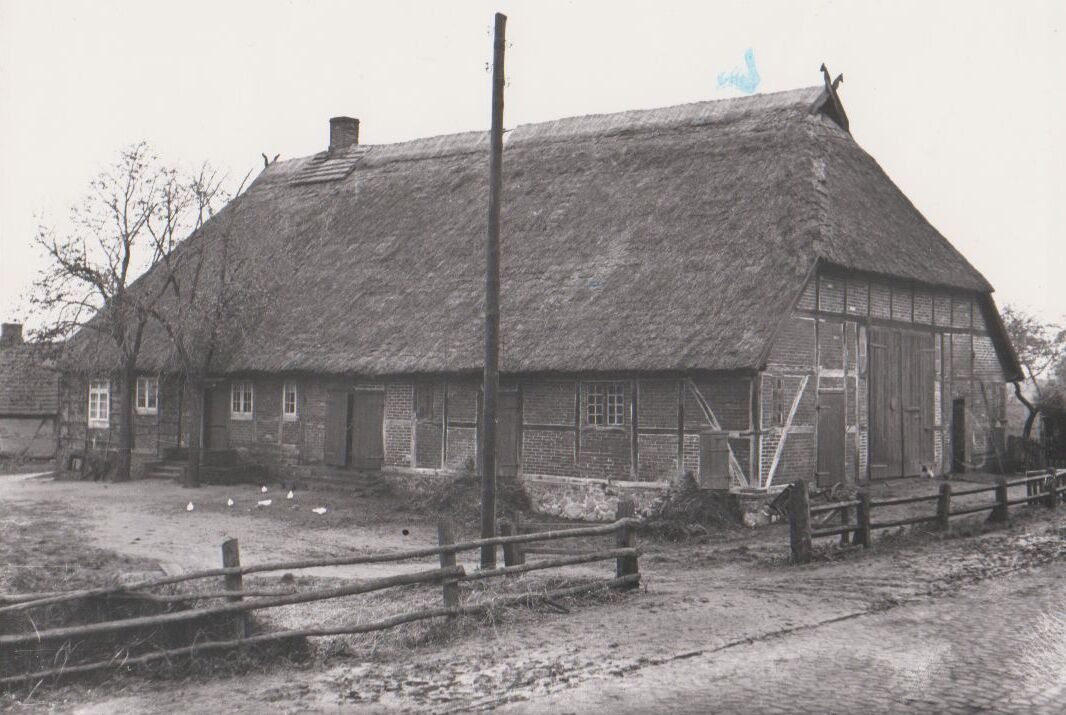
Schulzengehöft Biermann (1938)

- 1862: In der Nacht vom 18. zum 19. August hatte ein Feuer die Brennerei des Gastwirtes Timm in Asche gelegt. Die drei auf der anderen Straßenseite stehenden Gebäude des Schulzengehöfts Biermann wurden ebenfalls vernichtet. Die dadurch notwendigen Neubauten hatten die Klostervorsteher sofort veranlasst, dass niederdeutsches Hallenhaus vom Schulzen Biermann mit Stallscheune durch die Handwerker des Klosterbauhofes für 1081, 25 Courant wieder aufzubauen. Die Genehmigung wurde nachträglich veranlasst. Über der Toreinfahrt des östlichen Giebel Inschrift In Gottes Hut steht Hab und Gut auch Leib und Seel und Muth.[68]
- 1863: Bau eines massiven Brennerei-Gebäudes auf dem Kruggehöft zu Dobbertin. Risse und Anschläge des Mühlenbauers Jacob aus Lübeck zum Bau einer neuen Wassermühle mit moderner Konstruktion und Turbinen gegenüber der alten Mühle über die Mildenitz. Das Müllerhaus befindet sich noch in einem guten Zustand.[69]
- 1864: Nach Absenkung des Dobbertiner Sees erfolgte der Umbau zur modernen Wassermühle mit neuer Construktion.[70] Das bestehende kleine Krankenhaus hatte kaum geeignete Räumlichkeiten.[71]
- 1866: Bau eines dreihischigen Kathens (eingeschossiges Gebäude mit drei Wohnungen) und ein Wagenschauer auf dem Bauhof.[72]
- 1867: Ein Haus mit zwei Wohnungen und massiven Wänden aus Backstein und zwei Schmuckgiebel wurde durch die Handwerker vom Klosterbauhof erbaut. (Straße der Jugend 20, 21)
- 1868 erfolgte eine Schulerweiterung durch den Anbau an der Lehrerwohnung. Der Bau eines zweihischigen Kathens auf dem Kruggehöft wurde verschoben, da andere Bauten notwendiger waren. Der Bau eines zweihischugen Kathens mit Altenteilwohnung erfolgte, um dem daselbst immer noch vorhandenen Bedürfnis an Arbeitskräften etwas abzuhelfen… Ein neuer Schweinestall auf dem Mühlengehöft wurde gebaut, da der alte nicht mehr reparaturbedürftig sei …[73]
- 1870: Bau eines Schweinestalles auf dem Mühlengehöft mit Reetdach ausgeführt.[74]
- 1872: Da das bestehende kleine Krankenhaus in einer früheren Kathenwohnung des Krankenwärters eingerichtet war und nicht mehr den Anforderungen entsprach, sollte auf Wunsch der Klostervorsteher der Bau eines neuen Krankenhauses auf zwei Etagen mit 16 Betten erfolgen. Risse und Anschläge wurden vom Landbaumeister Paul Dreyer aus Lübz vorgelegt.[75] Darunter … auch teils gebrechlich einzelstehende Männer, teils unverbesserliche Säufer, die gleichfalls der Unterstützung des Klosteramtes anheim gefallen und dem Krankenwärter in Kost gegeben waren, sollten aus dem Krankenhaus entfernt werden. Anbau am Wohnhaus von Dr. Havemann für seine zahlreiche Familie.[76] Das Klosteramt beteiligt sich finanziell am Bau der Telegraphen-Station im Dobbertiner Postamt beim Bau der Linie von Güstrow nach Goldberg.[77]
- 1876: Das Hauptgebäude des Krankenhauses wurde von 70 × 33 Fuß (20 × 10 m) gebaut. Das Local-Committe konnte die Baulichkeit in Augenschein nehmen und sich von der Sparsamkeit überzeugen.[78][79]
- 1877 wurde das Krankenhaus vollendet, bezogen und feierlich eingeweiht. Einige Räume in der ersten Etage konnten als Armenhaus mitgenutzt werden.[80][81]
- 1879: Bau eines Stallgebäudes und Remise für den Amtsarzt Dr. Havemann anstelle zweier gleicher abgängiger Gebäude. Bau einer neuen Scheune beim Bauern Fründt zu Dobbertin an Stelle der abgebrannten.[82]
- 1880 wurde das Stallgebäude und die Remise für den Amtsarzt Dr. Havemann und beim Bauern Fründt vollendet. Der im Winter beim Amtsschreiber Gustav Lierow abgebrannte Stall wurde neu errichtet und die Genehmigung dafür nachträglich eingeholt.[83]
- 1885: Einführung baupolizeilicher Vorschriften mit 34 Paragraphen für die Klostergüter.[84]
- 1886: Der Anbau an die Wohnung des Malers Trenck zu Dobbertin zum Laden für den Kaufmann Bornemann ist vollendet.[85]
- 1887: Der Anbau von 9 m Länge und 5 m Breite am Krankenhaus wurde vollendet. Probleme bereitete noch das danebenstehende Siechenhaus.[86]
- 1888: Bau einer Strohscheune auf dem Bauhof war vollendet.[87]
- 1889: Die Feuerlöschordnung des Klosteramtes wurde am 13. November auf dem Landtag zu Sternberg bestätigt und danach in allen Klosterdörfern öffentlich gemacht.[88]
- 1890: Für den 1887 abgerissenen baufälligen Fischerkaten mit Reetdach wurde ein neues Wohnhauses mit Stallung für den Pachtfischer Bütow und den Klosterboten vollendet.[89] Im Giebel befindet sich eine Sandsteintafel mit der Inschrift KLAD 1890.
- 1892: Der Bau eines zweihischigen Kathens (eingeschossiges Gebäude mit zwei Wohnungen) für 4047,07 Mark war vollendet.[90]
- 1899: Das 1897 begonnene Wohnhaus für vier Landbriefträger der Kaiserlichen Postverwaltung aus Schwerin war vollendet. An der kleinen Wohnung des Schuhmachermeisters Witt wurde ein kleiner Anbau errichtet.[91]

### 20. Jahrhundert
- 1905: Pflasterung als Neudämmung der Lindenstraße vom Kloster bis zum Klosterfriedhof von 345,60 m Länge für 4572,48 Mark.[92]
- 1906: Weiterführung der Neudämmung vom Kirchhof bis an die Chaussee bei der Post. Das gewonnene Material an runden Steinen wurde für eine schwer passierbare Strecke von der Post zum Chausseehaus auf einer Länge von 100 Metern mit einem 3,5 Meter breiten Steindamm verarbeitet, daneben war ein Sommerweg für Fußgänger.[93]
- 1911: Bau einer Wohnung für den Dobbertiner Krugpächter Burchard. Der Schweinestall an der Schmiede wurde vollendet.[94]
- 1912: Bau eines Schitter-Kathens für 5100,97 Mark.[95]
- 1915: Bau eines kleinen neuen Schützenhauses für die unter dem Patronat der Klostervorsteher stehenden Dobbertiner Schützengilde. Die Bezahlung von 1300 Mark erfolgte aus der Klosterkasse, die Genehmigung wurde nachträglich erteilt. Im Sommer 1915 wurde der vierhischige Kathen mit Stallgebäude riss- und anschlagmäßig ausgeführt.[96]
- 1916: Das Klosteramt billigte eine Privatschule in Dobbertin. Das Schützenhaus wurde ohne Genehmigung des Klosteramtes als Gefangenenlager genutzt. Beamtenwohnhaus mit Stallgebäude 18764,87 Mark errichtet.[97]
- 1919: Armenwesen in Dobbertin.[98] Die Errichtung einer Gewerbeschule erfolgte noch durch das Klosteramt.[99]
- 1920: Am 13. Juli 1920 wurde bei Bernstorffs-Höhe ein neuer Friedhof als Waldfriedhof angelegt.[100]
- 1921: Die Übergabe der Geräte und die Ausstattung der Dobbertiner Schule erfolgte am 10. September 1920 an die Gemeinde.[101] Durch Rauchen im Viehhaus vom Gastwirt Albrecht brannte dieses am 6. Juli 1921 ab. Es starben 19 Schafe und alle Maschinen wurden vernichtet.
- 1922: Im November erfolgte die sofortige Sperrung der Mildenitz-Brücke von Dobbertin nach Below für den Fuhrverkehr, einen Brückenneubau lehnte der Dorfschulze Duncker wegen Mittellosigkeit der Gemeinde ab.[102] Das Armen- und Altenhauses (Fachwerkgebäude noch mit Schilfdach) gegenüber dem Postgebäude wurde abgerissen, der Neubau in Klinkermauerwerk erst 1924 vollendet und wird heute als Wohnhaus genutzt.
- 1923: Bau einer neuen Scheune auf dem Forstamtsgehöft. Auflösung der Privatschule, da Lehrerin Marie Dolberg für längere Zeit erkrankt war, Lehrmittel wurden der Dorfschule übergeben.[103] Die Kleinkinderschule, der Kindergarten, wurde von 19 Dorfkinder besucht und von der Klosterdame Frl. von Heyden betreut.
- 1924: Am 21. Januar 1924 wurde zwischen dem Ministerium für Landwirtschaft, Domänen und Forsten und der Gemeinde Dobbertin ein Vertrag zur Nutzung des Krankenhauses auf 30 Jahre abgeschlossen. Zum Inventar gehörten im Erdgeschoss Stuben der Schwestern, Oberschwester, Isolierraum, Badestube, Küche mit Speisekammer und die Siechenstube. Im Obergeschoss waren Privatzimmer, Männerzimmer mit 6 Betten, Vorraum, Flur und Altenstube. Auf dem Boden waren neben Kammern, die Krätzekrankenstube und Mädchenkammer. Dazu gehörten der Kuhstall, die Leichenhalle und ein Garten. Am 2. Februar 1924 erfolgte die Übernahme des Krankenhauses durch die Gemeinde.[104] Am 7. Juni wurde die neue Mildenitz-Brücke für 80 Milliarden Mark fertiggestellt, 1923 stiegen die Kosten von 105 auf 420 Millionen Mark. Das alte Gemeindehaus wurde am 29. September abgebrochen.[105][106]
- 1925: Die Besitzübertragung der Dobbertiner Schulgebäude an die Gemeinde erfolgte am 7. Mai 1925.
- 1928: Der Bau des neuen Spritzenhauses durch Maurermeister Heinrich Einkopf erfolgte nach seinem Entwurf vom April 1925, heute befindet sich dort das Cafe Kentzler.[107]
- 1929: Anbau eines Saales an die Gastwirtschaft Albrecht durch den Maurermeister Heinrich Einkopf. Bauerngüter in Dobbertin waren Hufe Nr. 1 Klevenow, Hufe Nr. 2 Kluth, Hufe Nr. 3 Ernst Biermann, Hufe Nr. 4 Hahn, Hufe Nr. 5 Klevenow, Hufe Nr. 6 Weltzien, Hufe Nr. 7 Mauck.[108]
- 1931: Nun war die Staatliche Gutsverwaltung für die Reinigung des Friedhofes verantwortlich.[109]

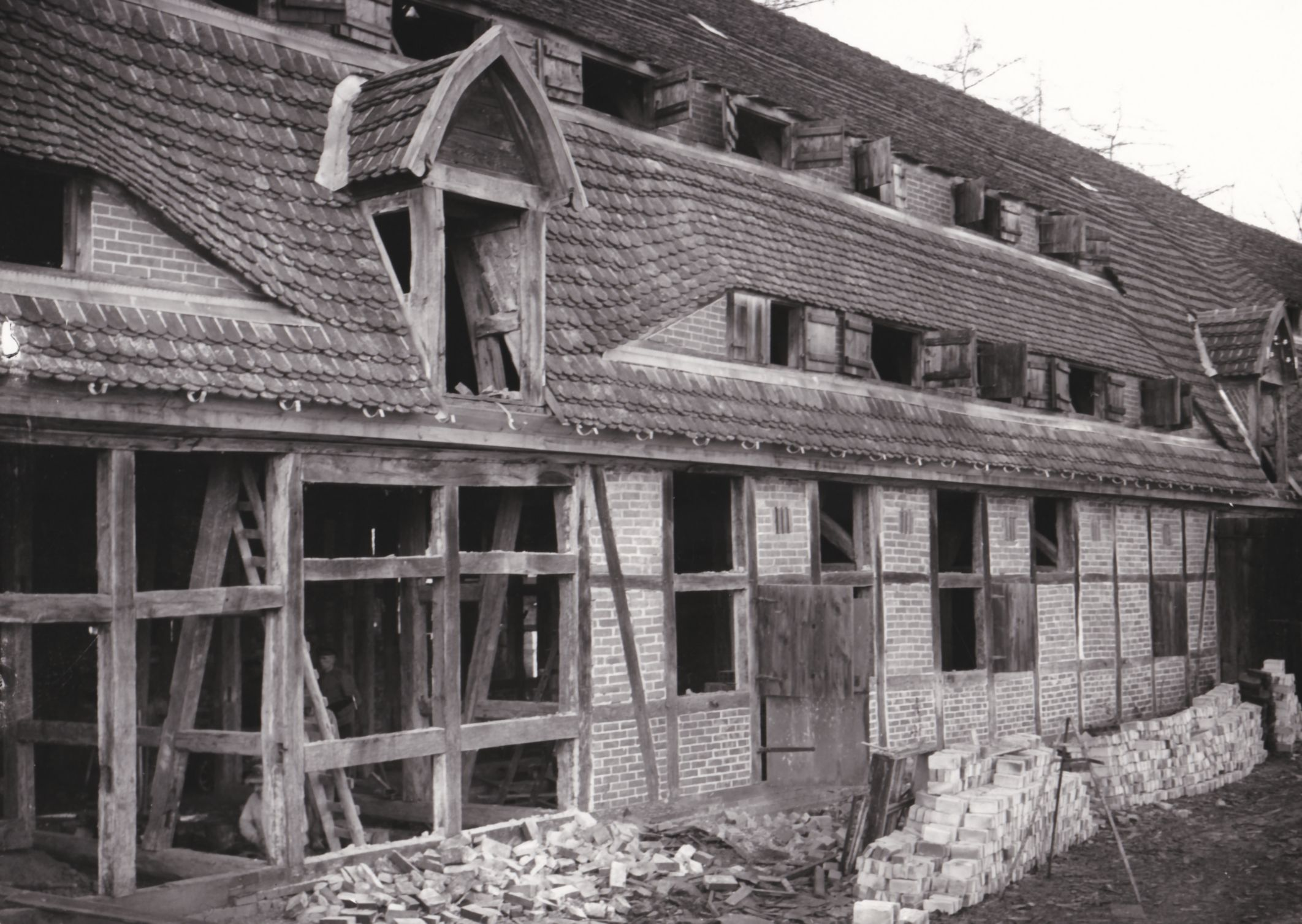
Umbau Klosteramtsscheune zur Jugendherberge (1938)

- 1937: Der Reichsstatthalter und Gauleiter Friedrich Hildebrandt besuchte am 23. November 1937 letztmals Dobbertin und die Klosteranlage.[110] Nach einem Dorfrundgang wurde entschieden, dass Mühlenpächterhaus zur Nutzung als Führerheim des BDM und das Magazingebäude, die ehemalige Klosteramtsscheune mit dem Holzplatz, als Landes-Jugendherberge für 300 Schlafstellen und 200 Notlager umzubauen.[111][112]
- 1938: Umbau der Klosteramtsscheune zur Jugendherberge und HJ-Gebietsführerschule.[113]
- 1939: Gartenmeister Ernst Moth aus Klink kauft den Klosteramtsgarten.[114]
- 1943: Die 1938 zur Jugendherberge und HJ-Gebietsführerschule umgebaute ehemalige Klosteramtsscheune wurde zur Wehrertüchtigung von Rekruten genutzt.[115]
- 1945: Dobbertin hatte am 3. September 981 Einwohner und 369 Flüchtlinge sowie 15 Pferde auf dem Bauhof.[116]

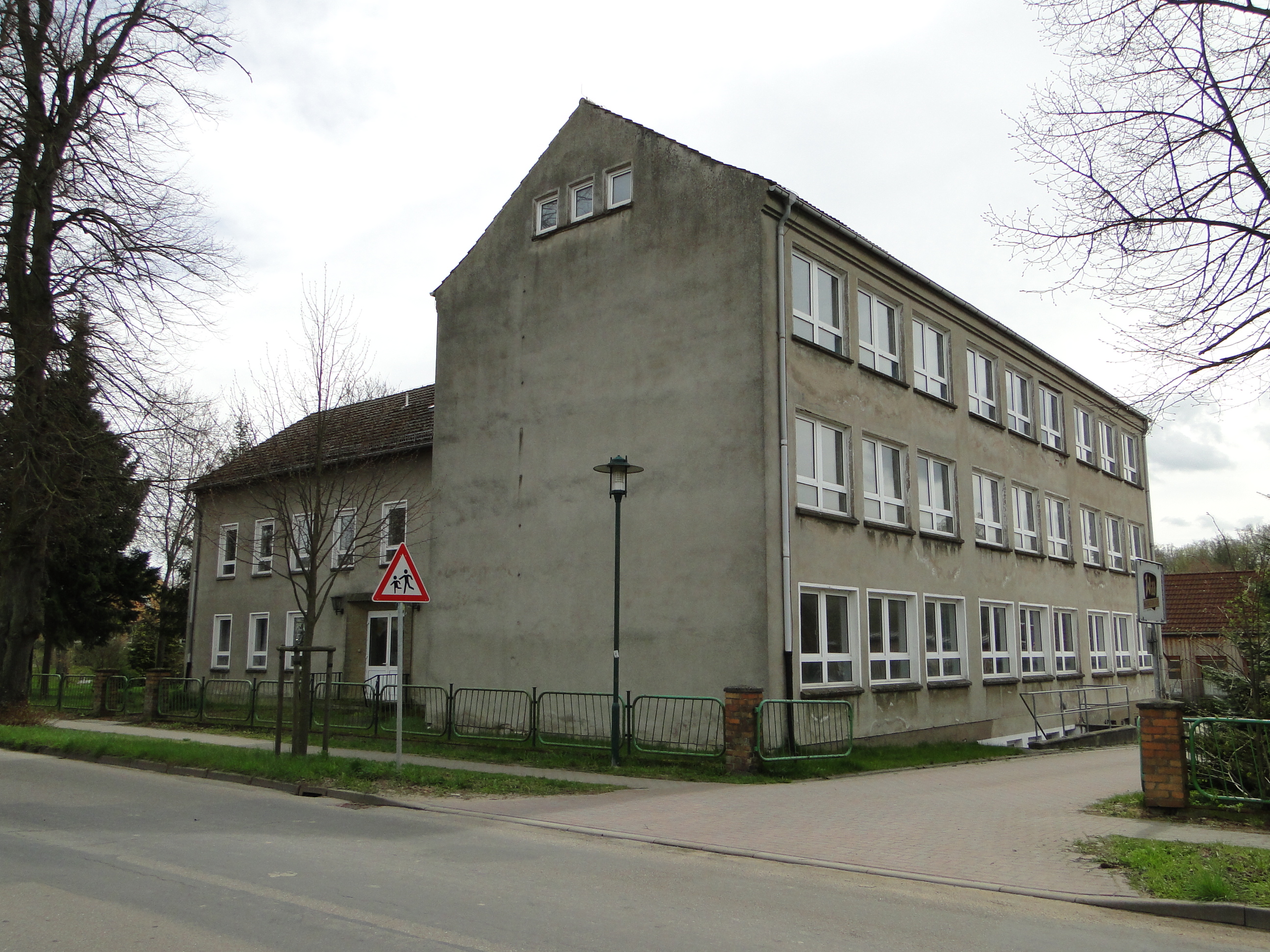
Schulneubau von 1953

- 1947: Auflösung des Krankenhauses und Umbau zur Schule. Brand durch Kurzschluss auf der Bauernstelle Weltzien.
- 1948: Ab 1. April 1948 Schulbeginn in den vier Unterrichtsräumen der neuen Schule. Im Gebäude waren noch das Gemeindebüro, die Raiffeisenkasse und die Schulküche untergebracht.
- 1952: Gründung LPG Kurt Bürger.
- 1950: In der zur Jugendherberge umgebauten ehemaligen Klosteramtsscheune wurde eine Agitatorenschule des Zentralrates der FDJ eingerichtet, ab 1952 auch als Landespionierleiterschule Kurt Bürger. genutzt.
- 1953: Das zur Schule umgebaute ehemalige Krankenhaus wurde mit Schulhort als Zentralschule übergeben.
- 1955: Bildung einer Baubrigade in der ZBO Kurt Bürger mit Sägewerk und Tischlerei. Der ehemalige Forsthof des Klosterforstamtes wurde Forstlehrlingswohnheim Theodor Körner für die Ausbildung von Forstfacharbeitern.
- 1962: Dachstuhlbrand im Futterhaus der LPG Kurt Bürger durch defekten Schornstein.
- 1966: Erweiterungsbau am Spritzenhaus.
- 1964: Gaststättensaal wurde als zeitweiliger Sportraum der Schule eingerichtet.
- 1968: Am 23. Juli wurde die Sportgaststätte im Klosterpark übergeben.
- 1969: Schwelbrand in einer Zwischendecke in der Pionierleiterschule.
- 1970: Der Erweiterungsbau mit neun Klassenräumen am Hauptgebäude der Schule wurde fertiggestellt und 1971 als zehnklassige Polytechnische Oberschule (POS) übergeben.
- 1971: Die neue Sporthalle wurde übergeben.
- 1973: Eröffnung der neuen KONSUM-Verkaufsstelle.
- 1974: Sechs Eigenheime wurden gebaut.
- 1976: Die kombinierte Kindereinrichtung mit Kindergarten und Kinderkrippe sowie die Schulküche wurden am 3. Januar übergeben.
- 1977: Sieben Eigenheimbauten wurden gebaut.
- 1978: Eröffnung eines Eiskaffees durch Bäcker- und Konditormeister Kurt Müller in Dobbertin.
- 1979: Am 1. Mai wurde die neue Arztpraxis mit Gemeindeschwesternstaion und Zahnarzt eröffnet.
- 1982 wurde das Armenhaus St. Jürgen an der Mildenitzbrücke wegen Baufälligkeit abgerissen.[117] Im Erdgeschoss befanden sich neben sechs Zimmern, die Küche und ein Versammlungsraum, im Dachgeschoss zwei große Zimmer.[118]
- 1983: Übergabe von zwölf neuen Wohnungen in der Lindenstraße Richtung Goldberg.
- 1986: Denkmalgerechte Restaurierung der Pionierleiterschule, nun Zentralinstitut der Pionierorganisation, Außenstelle Dobbertin mit hellgelben Dachziegeln.
- 1991: Die ehemalige Konsum-Gaststätte Zwei Linden wurde durch die Besitzerin Heike Kessler zum Hotel umgebaut. In der 1990 durch den Landkreis Lübz vom Zentralrat der FDJ in Berlin erworbenen Pionierleiterschule wurde ein Feierabendheim eingerichtet. Nach Übernahme durch den Diakonieverein Güstrow wurde es ab 1. Juli 1991 zu einem Seniorenheim ausgebaut.
- 1993: Aufbau eines Wohncontainers hinter dem Pfarrhaus.
- 1996: Sicherung und Umbau der Krugscheune mit neuem Reetdach und Sanierung der Turnhalle.
- 1998 wurde die Post in Dobbertin geschlossen und stand 13 Jahre leer.

### 21. Jahrhundert
- 2000: Sanierung des Pfarrhauses erfolgte durch die Parchimer Architekten Kröpelin & Spegel.[119]
- 2002: Umbau Gemeindezentrum im Klosterpark. Nach dem Umbau der ehemaligen Verkaufsstelle erfolgte am 19. November die Eröffnung als CAP-Markt.[120] Beginn der denkmalgerechten Sanierung des ehemaligen Samenhauses des Klosterforstamtes bis 2007 durch die Eigentümer Karin Selke und Axel Petrowicz.[121]
- 2003: Bau des neuen Feuerwehrhauses, die Einweihung erfolgte am 11. Oktober im Anwesenheit des Ministerpräsidenten von Mecklenburg-Vorpommern Harald Ringstorff.
- 2004: Nach denkmalgerechter Sanierung wurde die Krugscheune als Gemeindebüro und Touristenzentrum am 1. März bezogen.[122] Die feierliche Eröffnung erfolgte im Beisein des Ministerpräsidenten von Mecklenburg-Vorpommern Harald Ringstorff.
- 2006: Die Dobbertiner Schule wurde am 7. Juli 2006 geschlossen.
- 2007: Sanierung des ehemaligen Samenhauses als Wohnhaus vollendet. Errichtung der Wildmanufaktur GmbH hinter der ehemaligen Schule in des Schulstraße 1 a.

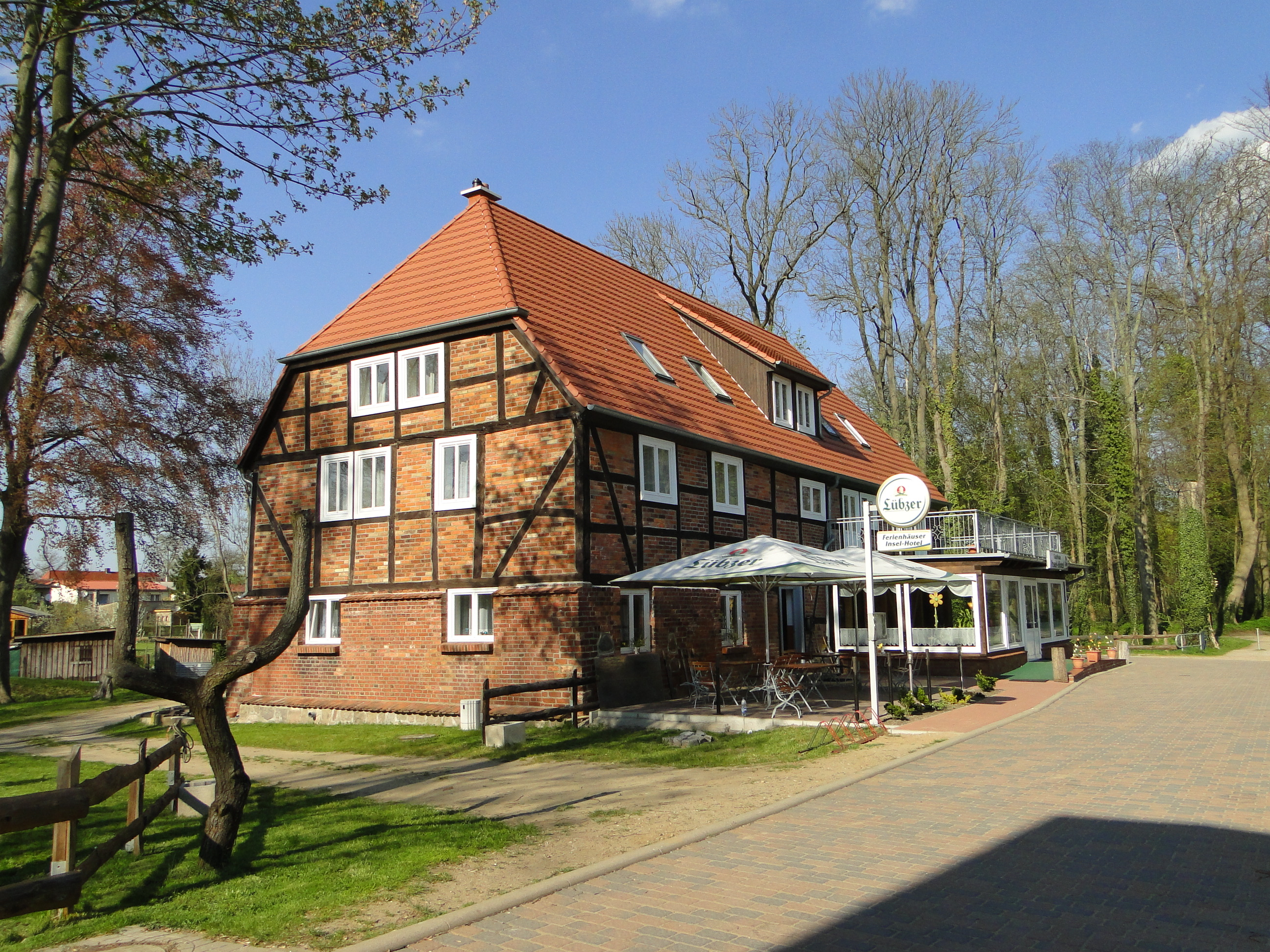
Alte Wassermühle nach Sanierung als Hotel (2011)

- 2009: Der Umbau der alten Wassermühle zum Gasthaus Insel-Hotel war mit der Eröffnung im Juli 2009 vollendet.
- 2010: Das Pilotprojekt Dorf im Dorf wurde durch Architekt Axel Gutzeit vorgestellt.[123]

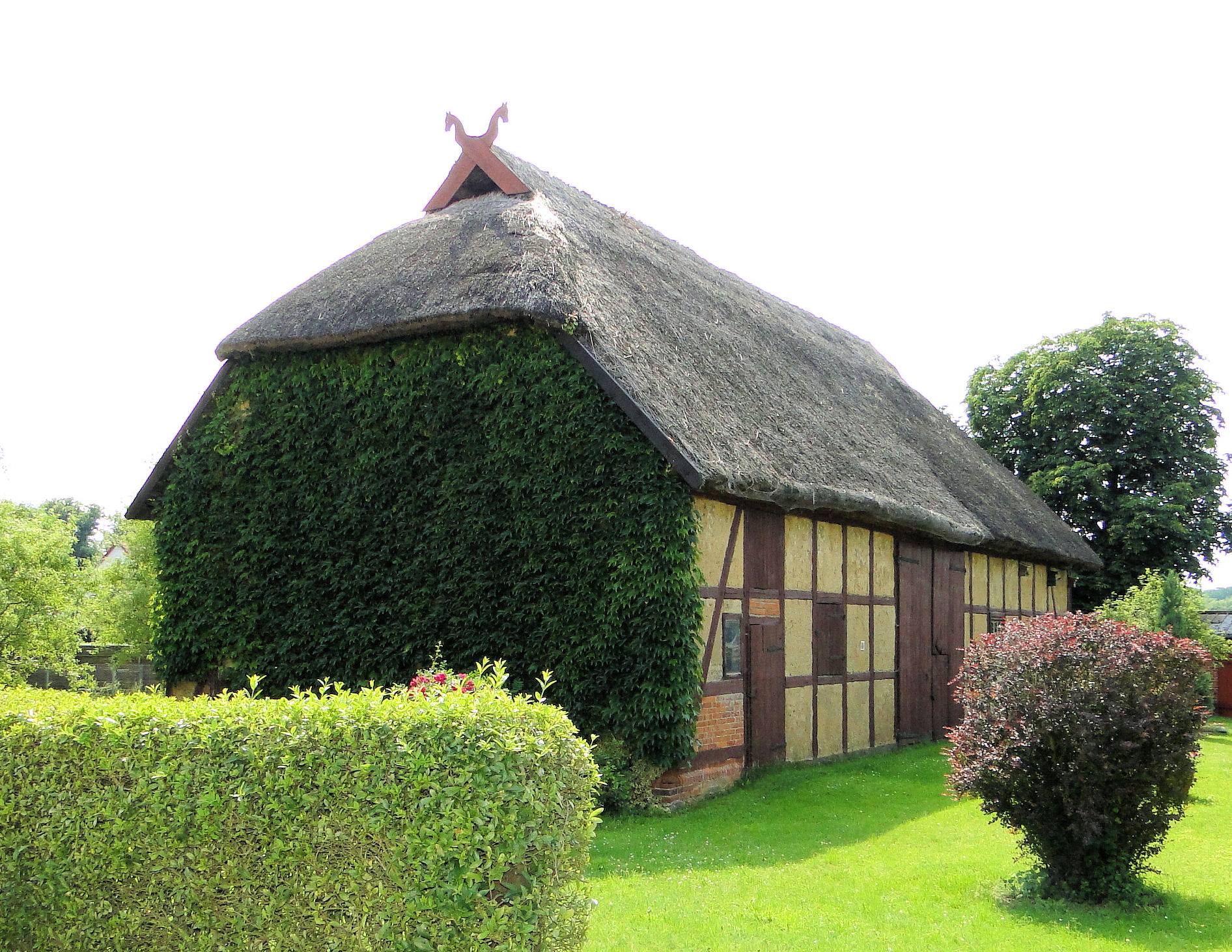
Scheune vom Bauerngehöft Biermann (2011)

- 2011: Das ehemalige Postamt wurde ab 2011 saniert und schon Ende 2012 als Wohnung genutzt.
- 2014 erfolgte die Grundsteinlegung zum 1. Bauabschnitt des Wohnprojektes Dorf im Dorf am 30. April 2014 als Siedlung Am Wiesengrund.
- 2015: Beginn des 2. BA beim Wohnprojektes Dorf im Dorf mit 12 barrierefreien Häusern und 28 Wohnungen.
- 2016: Abschluss des Wohnprojektes Dorf im Dorf.
- 2017: Sanierung des ehemaligen Actuarius-Hauses in der Lindenstraße 13.
- 2018: Umnutzung der Krugscheune zur Arztpraxis von Frau Dr. med. Heli Laube.
- 2020: Sanierung der Kindertagesstätte Sonnenland wurde am 31. März 2021 vollendet.[124] Planung des ehemaligen Bauerngehöfts Biermann zu einem Gesundheitszentrum.
- 2021: Beginn der Sanierung des Biermannschen Bauerngehöfts mit Umbau zur Nutzung als Gesundheitszentrum.[125][126] Am 23. August 2021 wurde an den beiden Neubauten Richtfest gefeiert.[127]

### Historische Quellen
- Mecklenburgisches Urkundenbuch (MUB)
- Mecklenburgische Jahrbücher (MJB)
- Grossherzoglich Mecklenburg-Schwerinsche Staatskalender, Schwerin, 1776–1930.

### Ungedruckte Quellen
Landeshauptarchiv Schwerin (LHAS)
- LHAS 1.4/3 Urkunden Kloster Dobbertin.
- LHAS 2.12-3/4 Kirchen und Schulen.
- LHAS 2.12-3/5 Kirchenvisitationen.
- LHAS 3.2-3/1 Landeskloster/Klosteramt Dobbertin.
- LHAS 3.2-4 Ritterschaftliche Brandversicherungsgesellschaft. (1782–1932)
- LHAS 5.11-2 Landtagsversammlungen, Landtagsverhandlungen, Landtagsprotokolle, Landtagsausschuß.
- LHAS 5.12-4/2 Mecklenburgisches Ministerium für Landwirtschaft, Domänen und Forsten.
- LHAS 5.12-9/5 Landratsamt Parchim.
- LHAS 10.63-1 Verein für mecklenburgische Geschichte und Altertumskunde.

Landesamt für Kultur und Denkmalpflege (LAKD)
- Baudenkmalpflege, Ortsakte Dobbertin, Bauhistorische Berichte.

Landesbibliothek Mecklenburg-Vorpommern.
- Musikaliensammlung.

Landeskirchliches Archiv Schwerin (LKAS)
- LKAS, OKR Schwerin, Specialia, Ortsakten Dobbertin, Kirchenbücher.
- LKAS, OKR Schwerin, Landessuperintendentur Parchim, Visitationsprotokolle.

Universitätsbibliothek Rostock (UBR)
- Abteilung Sondersammlungen, Leichenpredigten.

Universität Rostock
- Juristische Fakultät, Spruchakten von Hexenprozessen.

Hansestadt Wismar
- Stadtarchiv der Hansestadt Wismar. Rats- und Prozessakten, Zeugebuch.

Landkreis Parchim
- Kreisarchiv. Nr. 139 Bau, Nr. 8000 Kirchenfragen.

Stadt Goldberg
- Stadtarchiv Goldberg, Museum Goldberg. Nr. 88 Grenzstreitigkeiten, Nr. 901 Ordnungswidrigkeiten, Nr. 1079 Gerichtssachen.

## Karten
- Bertram Christian von Hoinckhusen Mecklenburg Atlas mit Beschreibung der Aemter um 1700, Blatt 61 Beschreibung des Kloster-Amtes Dobbertin.
- Direktorial-Vermessungskarte Von dem Hochadelichen Dobbertinschen Klosteramts 1759.
- Brouillion von dem Dorffelde Dobbertin zum Hochadel Kloster Dobbertin auf Verordnung Gemeinschaft Directorial Commission vermessen aus 1771 durch Franz von See, reticifiert und gezeichnet im Jahre 1824 von Heinrich Christoph Stüdemann, Maßstab 1:4.820 Ruthen.
- Dobbertin Kopie einer Karte vom Jager See, Dobbiner See, Klädener See vermessen 1777 von F. von See.
- Historischer Atlas von Mecklenburg, Wiebekingsche Karte von 1786, Blatt 23, M 1 : 25 000, Köln, Graz 1969.
- Die Topographisch oekonomisch und militaerische Karte des Herzogtums Mecklenburg-Schwerin und des Fürstentums Ratzeburg des Grafen Schmettau 1788.
- Ritterschaftliche Brandversicherungsgesellschaft, Pläne mit Verzeichnis der Gebäude 1782–1932. LHAS 3.2-4, Nr. 557–566, Dobbertin.
- Heinrich Christoph Stüdemann: Plan von dem Kloster Dobbertin mit Umgebungen. im Auftrage der Herren Klostervorsteher im Jahr 1841. Original im LAKD/AD Schwerin.
- Charte von der Dorffeldmark Dobbertin, vermessen durch F. von See, eingeteilt und chartiert 1842/43 durch Heinrich Christoph Stüdemann, copiert 1868 durch S. H. Zebuhr. M 1 : 4960.
- Plan von dem Kloster Dobbertin, in Berücksichtigung seiner umliegenden Wiesen. Angefertigt im Jahre 1863 von L. Barth, Ingenieur. Original in der Mecklenburgischen Landesbibliothek Schwerin.
- Preußische Landesaufnahme 1880, Großherzogthum Mecklenburg-Schwerin 1882, Nachtrag 1919, Dobbertin Nr. 946 (Messtischblatt).
- Wirtschaftskarte vom Forstamt Dobbertin, Kartenblatt 1, Forst Dobbertin, Revier Dobbertin, Amt Parchim und Güstrow, Beginnjahr 1927 M : 12 000.
- Offizielle Rad- und Wanderkarte Naturpark Nossentiner/Schwinzer Heide 2010.